# مايكل هيرون
مايكل هيرون (بالإنجليزية: Michael Herron)‏ هو لاعب قذف بريطاني، ولد في 1986 في بلفاست في المملكة المتحدة.